# Acanthoscelides distinguendus
Acanthoscelides distinguendus är en skalbaggsart som först beskrevs av Horn 1873.  Acanthoscelides distinguendus ingår i släktet Acanthoscelides och familjen bladbaggar. Inga underarter finns listade i Catalogue of Life.